# 梳齿鼠科
梳齿鼠科（学名：Ctenodactylida）也称櫛趾鼠科，是啮齿目豪猪亚目下的一科，分布于摩洛哥南部至利比亚西北部的沙漠地带，现存4属：
- 梳齿鼠属（Ctenodactylus）
- 沟齿梳趾鼠属（Felovia）
- 撒哈拉梳趾鼠属（Massoutiera）
- 软毛梳趾鼠属（Pectinator）